# Vibo Valentia
Vibo Valentia (tiếng Hy Lạp: Hipponion) là một thị xã ở vùng Calabria thuộc miền nam nước Ý, gần Biển Tyrrhenian. Đây là thủ phủ của tỉnh Vibo Valentia. Thị xã này là một trung tâm thương mại, du lịch và nông nghiệp. Bến cảng Vibo Marina đóng vai trò quan trọng cho nền kinh tế địa phương. Dân số theo điều tra năm 2001 là 33.957 người.
Vibo Valentia ban đầu là một thuộc địa của Hy Lạp có tên Hipponion. Đô thị này có lẽ được thành lập vào khoảng thế kỷ 7 trước Công nguyên bởi những cư dân của Locri